# Duhovna uporaba konoplje
Konoplja ima dugu povijest obredne uporabe u brojnim kultovima i religijama diljem svijeta. Rastafarijanci je smatraju svetom biljkom, a njeno uživanje vjerskim činom.
U Indiji se rabi stoljećima u čast boga Šive. U predstavama drevnih civilizacija, poput Persije ili Indije, konoplji je pripisivana izrazito božanska moć. Taoisti su jeli konoplju da povećaju koncentraciju dok čitaju svete tekstove. U islamu su je rabili derviški (sufi) redovi. Neki povjesničari smatraju da je uporabljivana i u judaizmu i ranom kršćanstvu.

## Paganstvo
U drevnoj germanskoj kulturi, konoplja je bila povezana s germanskom boginjom ljubavi Frejom. Vjerovalo se da Freja, bogica plodnosti, živi u ženskim cvjetovima konoplje. Unošenjem u sebe, čovjek bi postajao obuzet njenom božanskom silom (Rätsch 2003).

## Hinduizam
Konoplju se spominje i u indijskim vedskim tekstovima starim oko 3000 godina u kojima je kanabis prihvaćen u svrhu poticanja duha, ali i u svrhu liječenja.
Šiva je jedno od najstarijih božanstava poznatih čovječanstvu. Svećenici Šivi često meditiraju ispijajući sveto piće bhang koje se sastoji od mješavine mlijeka i cvijeta konoplje, koju pripremaju svećenici. Vjeruje se da je konoplja rabljena u Indiji još prije 3000. godina. Brojni lutajući sveti ljudi (sadhus) u Indiji i dan danas puše čaras na čilimu. Tijekom hindu festivala Holi, ispija se sveto piće bhang koje sadrži cvjetove konoplje.

## Islam
Derviši (sufiji) su konoplju smatrali sredstvom za, drugim putem nedohvatljivo, samopromatranje – uključujući dublje razumijevanje, sagledavanje različitih značenja, produbljivanje estetskih doživljaja i smanjivanje osjećaja tjeskobe.
Prema staroj arapskoj legendi, Hajdar, osnivač vjerskog reda sufija, naišao je na polje konoplje dok je lutao perzijskim planinama. Obično povučen i tih čovjek, kada se vratio u njegov samostan nakon unosa konoplje, njegovi učenici su bili zapanjeni koliko je govorljiv i nadahnut bio. Nakon što su izmolili Hajdara da im kaže što je radio kada izgleda toliko radostan, njegovi učenici su izašli u planine i sami kušali konoplju. I tako su, prema predanju, sufiji otkrili čari hašiša.
Za razliku od alkohola, prorok Muhamed nije branio konoplju.

## Rastafarijanstvo
Rastafarijanci imaju obrede zajedničkog pušenja konoplje (poznate kao gandža, biljka, kali), tijekom kojih razgovaraju o istini i životu. Prema rasta filozofiji, konoplja je ključ za razumijevanje sebe, svemira i Boga. Oni u njoj vide silu koja omogućava ljudima da spoznaju istinu puno jasnije, kao kada drvo biva izvađeno iz oka. Rastama je pušenje konoplje duhovni čin, često praćen izučavanjem Biblije; smatraju je pričešćem koje čisti tijelo i duh, uzdiže svijest, donosi mir i približava ih prirodi i Bogu. 
Rastafarijanci vide konoplju i kao Drvo Života, spomenuto u Bibliji i poštuju je kao svetu i istinski blagodarnu biljku. Prema predaji konoplja je prva biljka iznikla na grobu Kralja Solomona.

## Vanjske poveznice
- Duhovna uporaba konoplje na konoplja viki[neaktivna poveznica]